# Frostvin
Frostvin (Vitis vulpina) är en vinväxtart som beskrevs av Carl von Linné. Frostvin ingår i släktet vinsläktet, och familjen vinväxter. Arten har ej påträffats i Sverige. Inga underarter finns listade i Catalogue of Life.